# Chaetosiphon glabrum
Chaetosiphon glabrum är en insektsart. Chaetosiphon glabrum ingår i släktet Chaetosiphon och familjen långrörsbladlöss. Inga underarter finns listade i Catalogue of Life.